# くろずみ清張公園
くろずみ清張公園（くろずみせいちょうこうえん）は、福岡県北九州市小倉北区にある都市公園（街区公園）。

## 概要

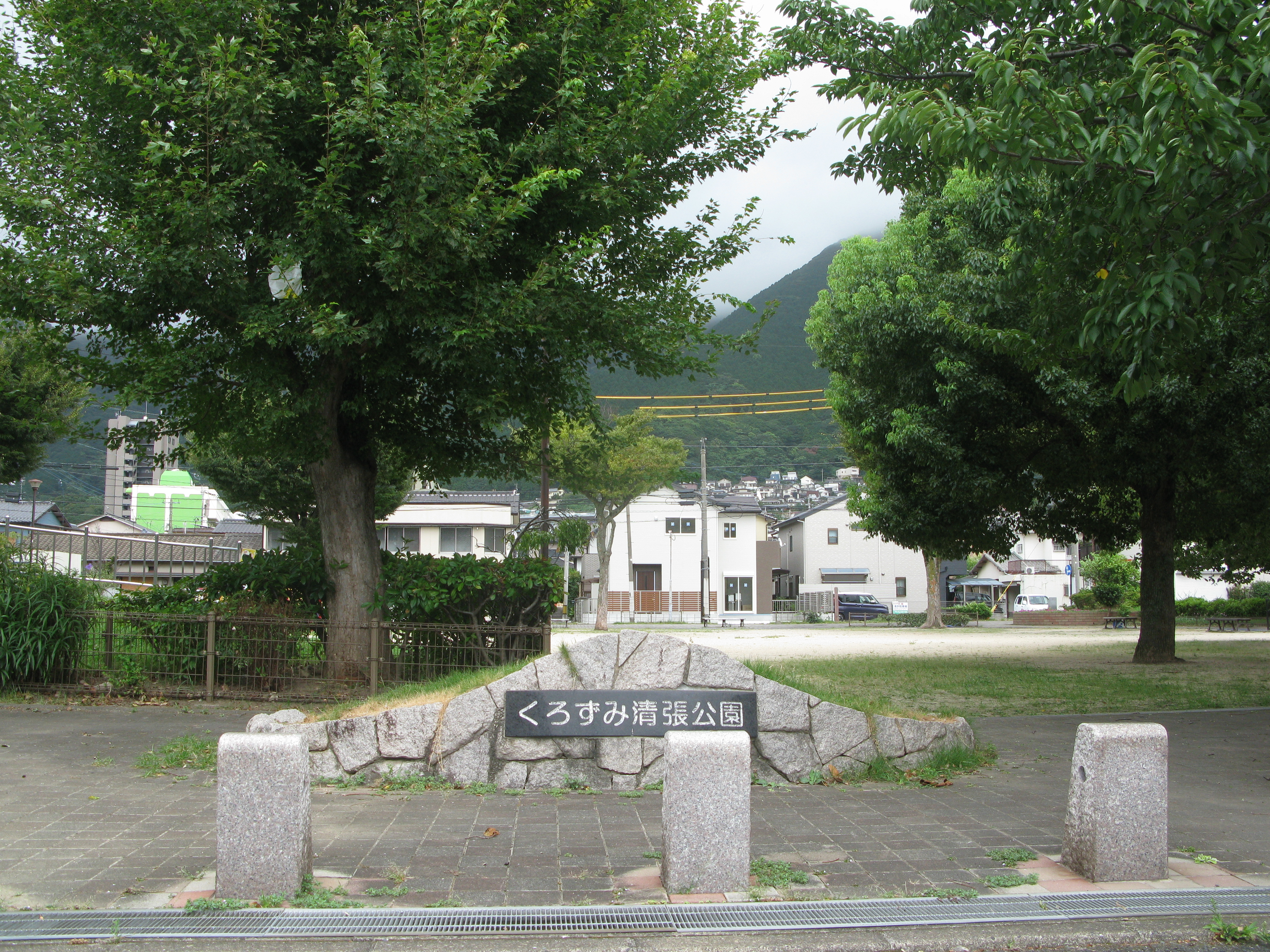
公園西側

終戦まで小倉陸軍兵器補給廠の従業者住宅であった黒原営団住宅内に、1954年3月に市の公園として整備、のちに黒原営団住宅の区画は黒住町となり、以来黒住公園の名称で利用されてきた。松本清張が公園南東の黒住町16番地に、1945年から1953年まで住んでいたことを記念し、2016年4月に現在の名称となった。2020年4月に名称由来説明の碑が設置された。

## 松本清張と黒住町
松本清張は1945年に出征先の朝鮮半島から小倉市に帰ったが、出征前に借りていた家は他人が入っていて、下宿先も間借先もなかった。出征前から勤務していた朝日新聞西部本社の寮は、出征した家族が居ついたまま塞がっていた。印刷部の男から、黒原の兵器廠の職工住宅に空きがあることを聞いた清張は、管理人に会って頼み、黒住町16番地に住むこととなり、添田線（初代）の線路沿いを歩き、朝日新聞西部本社（当時は砂津に所在）まで通勤していた。黒住町居住中に、作家としての処女作『西郷札』や、芥川賞受賞作『或る「小倉日記」伝』を発表した。黒住町での生活は1953年に上京するまで続き、小倉市内最後の住まいとなった。

## アクセス
- 鉄道
  - 日豊本線城野駅から徒歩約15分
- バス
  - 西鉄バス黒住町バス停から徒歩約5分

## 周辺
- 足立山
- 福聚寺 (北九州市)